# Sân bay Gelendzhik
Sân bay Gelendzhik (IATA: GDZ, ICAO: URKG) là một sân bay ở Gelendzhik, vùng Krasnodar, Nga. Nó được mở cửa vào ngày 5 tháng 6 năm 2010.

## Hãng hàng không và điểm đến
| Hãng hàng không       | Các điểm đến                                        |
| --------------------- | --------------------------------------------------- |
| Aeroflot              | Theo mùa: Moskva–Sheremetyevo                       |
| IrAero                | Theo mùa: Irkutsk, Omsk                             |
| Pobeda                | Theo mùa: Moskva–Vnukovo                            |
| Rossiya               | Theo mùa: St. Petersburg                            |
| RusLine               | Theo mùa: St. Petersburg                            |
| S7 Airlines           | Moskva–Domodedovo Theo mùa: Novosibirsk             |
| Severstal Air Company | Theo mùa: Cherepovets                               |
| Ural Airlines         | Theo mùa: Moskva–Domodedovo, Yekaterinburg          |
| Utair                 | Theo mùa: Moskva–Vnukovo, Surgut                    |
| UVT Aero              | Moskva–Domodedovo Theo mùa: Chelyabinsk, Kazan, Ufa |
| Yamal Airlines        | Theo mùa: Tyumen                                    |

## Thống kê
Nguồn:

## Tai nạn và sự cố
- Vào ngày 7 tháng 1 năm 1982, một chiếc Let L-410 Turbolet đã đâm xuống Gelendzhik khiến 18 người thiệt mạng.